# Austrosalpingus hybridus
Austrosalpingus hybridus là một loài bọ cánh cứng trong họ Salpingidae. Loài này được Erichson miêu tả khoa học năm 1842.